# Франсуа III д'Обюссон
Франсуа III д'Обюссон (фр. François III d'Aubusson; 21 квітня 1631 — 19 вересня 1691) — військовий та державний діяч Французького королівства, маршал Франції, 1-й герцог Ла Фейяд, 6-й герцог де Роан.

## Життєпис
Походив зі знатного роду Обюссон з Лімузена, гілки Ла Фейяд. Син Франсуа II д'Обюссона, граф Ла Фейяд, та Ізабелли Браше де Перюс. Народився 1631 року в замку Гранд-Блено в Курпале. 1632 року загинув батько. Зробив кар'єру завдяки прихильності кардинала Мазаріні, підтримуючи королівський двір. Розпочав військову службу 1649 року в полку герцога Гастона Орлеанського. В подальшому відзначився в королівських військах проти армій Фронди протягом 1650—1653 років. У 1654 року продовжив участь у військовій кампанії проти Іспанії. 1656 року внаслідок поранення потрапив у полон в Валансьєні. 1659 року після Піренейського миру повернувся до Франції, де був призначений губернатором Крозе (на кордоні із Швейцарією).
1663 року у складі корпусу Жана де Коліньї-Саліньї брав участь на боці Австрії у війні проти Османської імперії. Відзначився 1664 року в битві під Сен-Готтардом. 1667 року одружився з Шарлоттою Гуфф'є, спадкоємицею герцогство Роан та права на герцогство Роан в обмін на 400 тис. ліврів. Того ж року під орудою маршала Антуана д'Омона долучився до Деволюційної війни проти Іспанії. 1669 року брав участь у допоміжному поході під час Кандійської війни проти Османської імперії.
1670 року отримав герцогство Роан, але лише номінально (до смерті Артюса де Гуфф'є, 5-го герцога де Роан). 1672 року призначається генерал-полковником королівської гвардії. 1674 року брав участь у військовій кампанії у Франш-Конте під час Голландської війни. 1675 року отримав звання маршала Франції та посаду губернатора Доле. 1676 року стає губернатором Безансону.
1677 року брав участь у Сицилійській експедиції. 1678 року призначено віцекоролем у Мессіні, але головним завданням була евакуація французького експедиційного корпусу. Того ж року приєднався до Руссільйонської армії.
1681 року призначено губернатором Дофіне. Того ж року звів на п'єдесталі заввишки 3,3 м 7-метрову статую короля Людовика XIV (у вигляді римського імператора). Остаточно всі роботи було завершено 1686 року. 1683 року померла дружина д'Обюссона. 1688 року став кавалером ордену Святого Духу.
Згодом відновив проект інженера Жака Сеура щодо перетворення Луари на судноплавну річку. Втім величезна повінь 1706 року виявила прорахунки цього проекту. Сам Франсуа III д'Обюссон цього не дочекався, бо помер 1691 року в Парижі.

## Родина
Дружина — Шарлотта Гуфф'є.
Діти:
- Луї-Жозе-Жорж (1670—1680)
- Марія-Тереза (1671—1692)
- Людовик (1673—1725), 2-й герцог Ла Фейяд, 7-й герцог Роан, маршал Франції